# El Lucero de la Cruz
El Lucero de la Cruz är en ort i Mexiko.   Den ligger i kommunen Aguascalientes och delstaten Aguascalientes, i den centrala delen av landet, 400 km nordväst om huvudstaden Mexico City. El Lucero de la Cruz ligger 1 846 meter över havet och antalet invånare är 179.
Terrängen runt El Lucero de la Cruz är platt åt sydost, men åt nordväst är den kuperad. Runt El Lucero de la Cruz är det tätbefolkat, med 459 invånare per kvadratkilometer. Närmaste större samhälle är Aguascalientes, 11,2 km nordost om El Lucero de la Cruz. Trakten runt El Lucero de la Cruz består till största delen av jordbruksmark.